# Cadillac Seville
El Cadillac Seville va ser un automòbil de turisme del segment F produït per la divisió Cadillac del fabricant d'automòbils nord-americà General Motors des de 1974 fins a 2004, com un Cadillac d'alta gamma de menor grandària.

## Història
El nom Seville, en espanyol Sevilla, és una província espanyola i la ciutat cabdal d'aqueixa província, famosa per la seua història i els seus tresors d'art i arquitectura. Els mestres de la pintura espanyola Diego Velázquez i Bartolomé Esteban Murillo tots dos eren de Sevilla. El nom de Seville va entrar per primera vegada l'ús de Cadillac com la designació de la versió cupè 2 portes sense sostre rígid (Hardtop) del 1956 Cadillac Eldorado. El 1960 va ser l'últim any per al model Eldorado Seville.

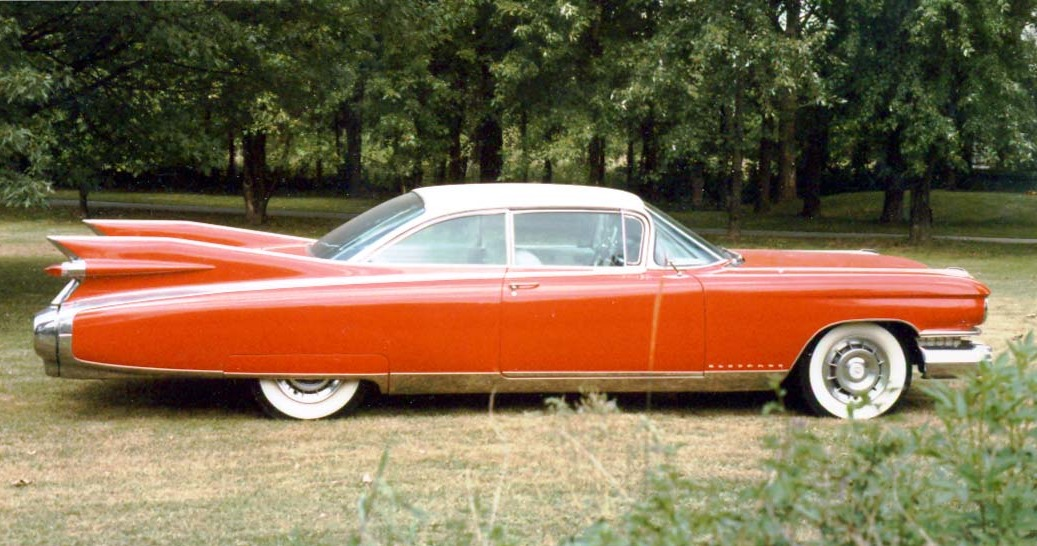
Cadillac Eldorado Seville 1959

El Seville, introduït al maig de 1975, va ser la resposta de Cadillac a la creixent popularitat de les importacions de luxe d'Europa en els EUA, com Mercedes-Benz i BMW.
Inicialment basat en la plataforma «X» de tracció posterior que formava la base del Chevrolet Nova (un monocasc amb un subxassís davanter separat, comuna en les plataformes «F» i la «X» de General Motors), i el monocasc i xassís del Seville van ser extensament redissenyats i actualitzats des d'aqueix origen humil i se li va atorgar la denominació única de plataforma «K» de tracció posterior, en lloc de plataforma «X-special» seguint el format del Chevrolet Monte Carlo/Pontiac Gran Prix «A-special» i «B-special» de Buick Riviera.

## Evolució del Cadillac Seville

### Primera generació (1975-1979)
Configuració:Motor davanter/tracció posterior

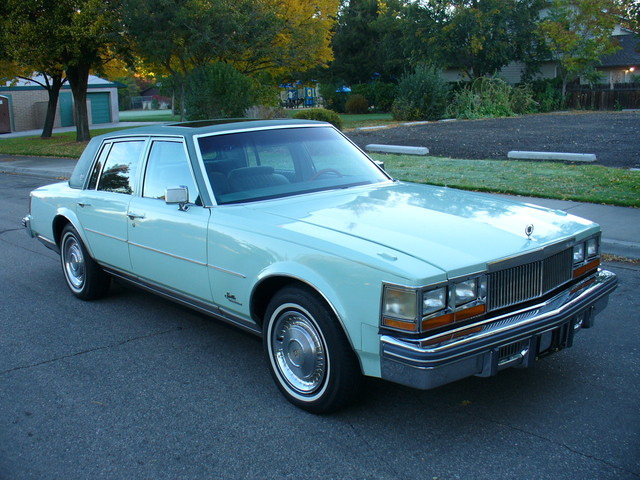
Cadillac Seville (1977)
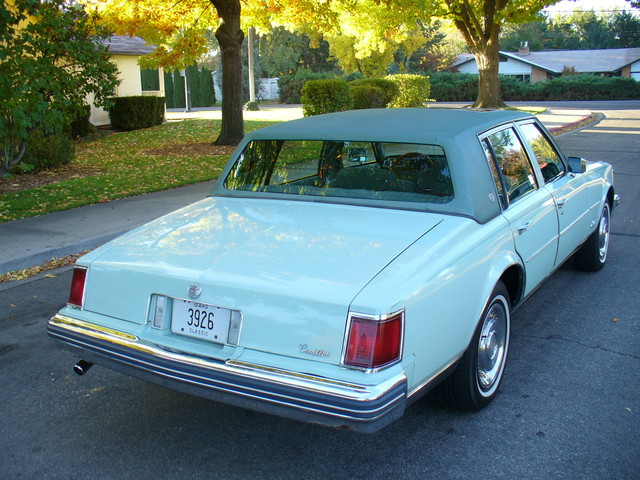
Cadillac Seville (1977)

### Segona generació (1980-1985)
Configuració:Motor davanter longitudinal/tracció davantera

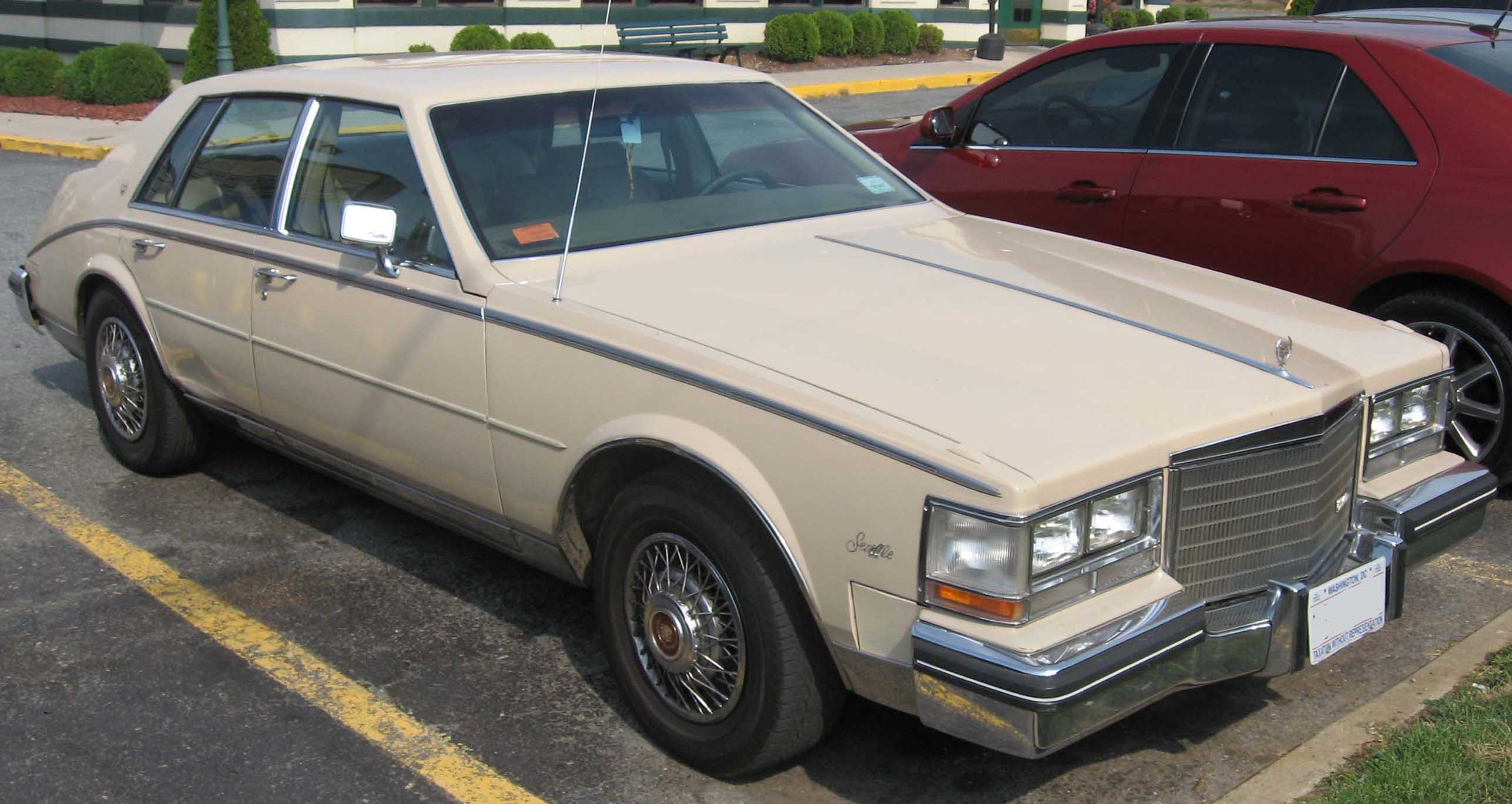
Cadillac Seville (1984)
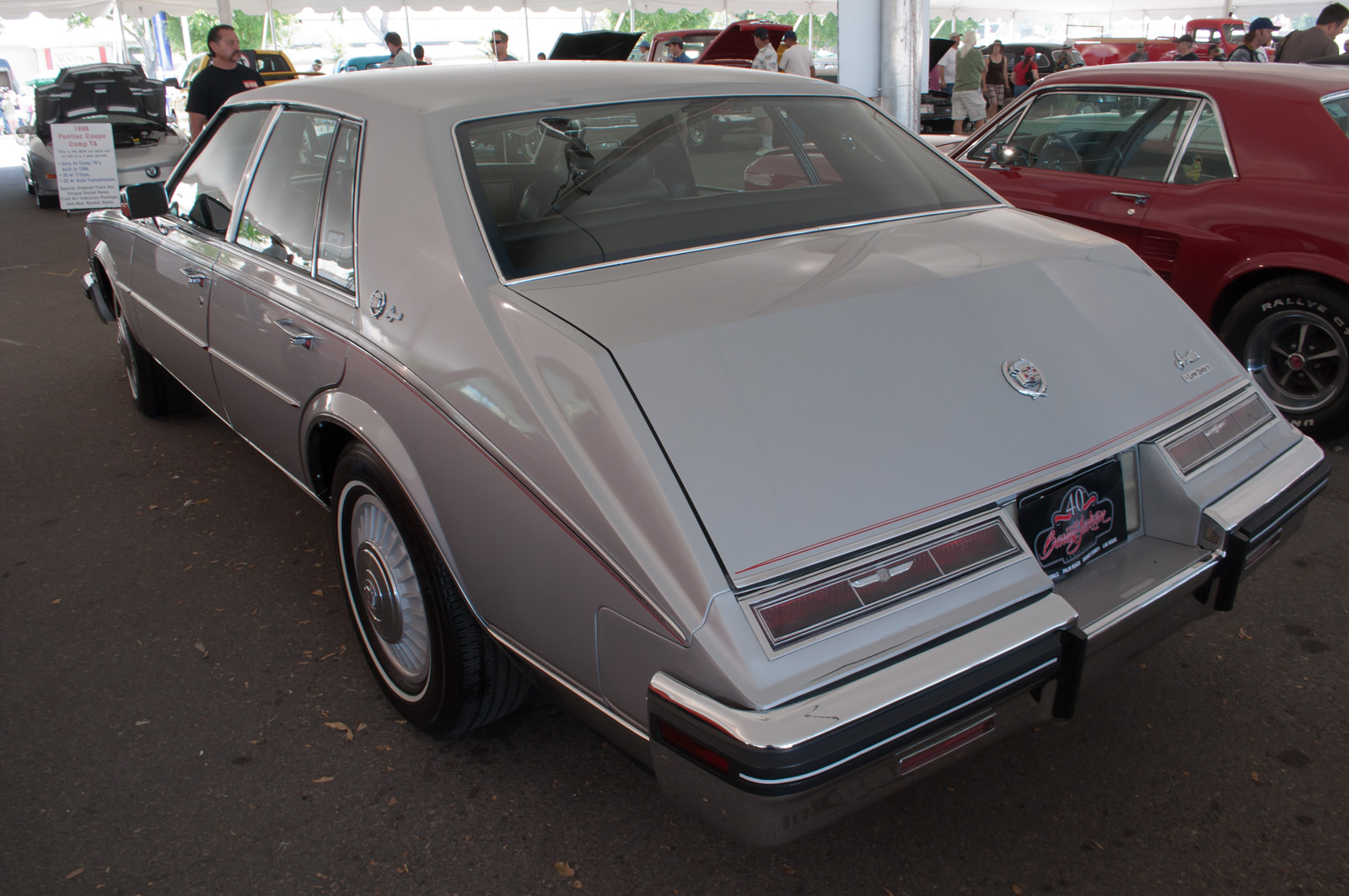
Cadillac Seville (1984)

### Tercera generació (1985-1991)
Configuració:Motor davanter transversal/tracció davantera

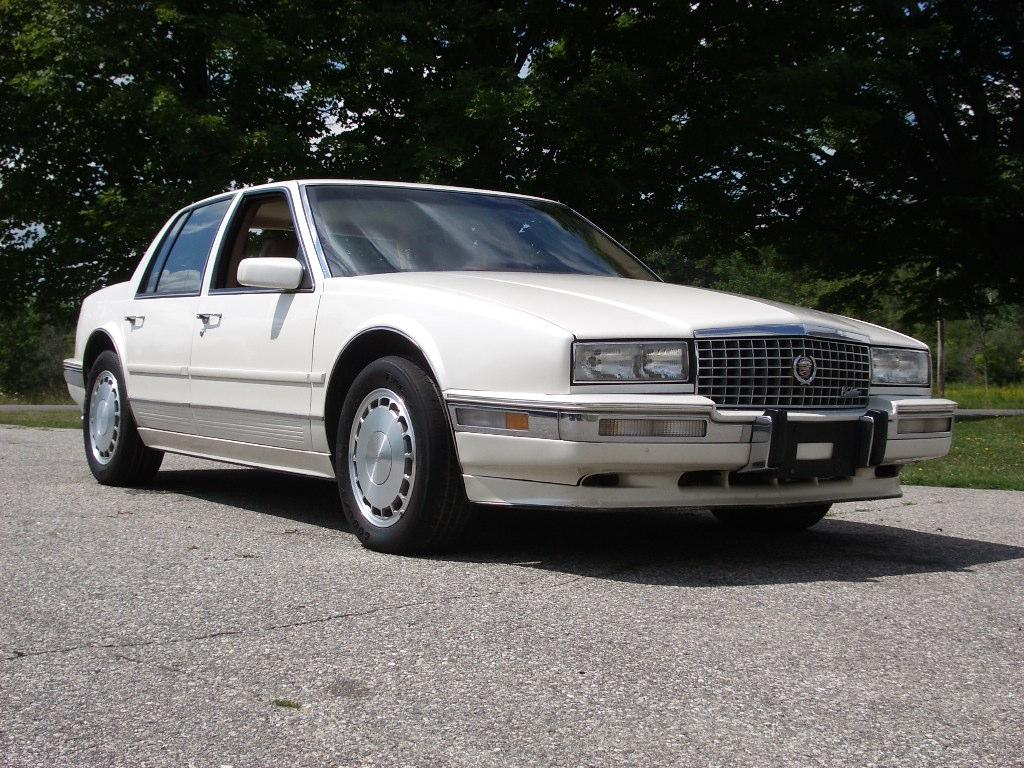
Cadillac Seville STS (1990)
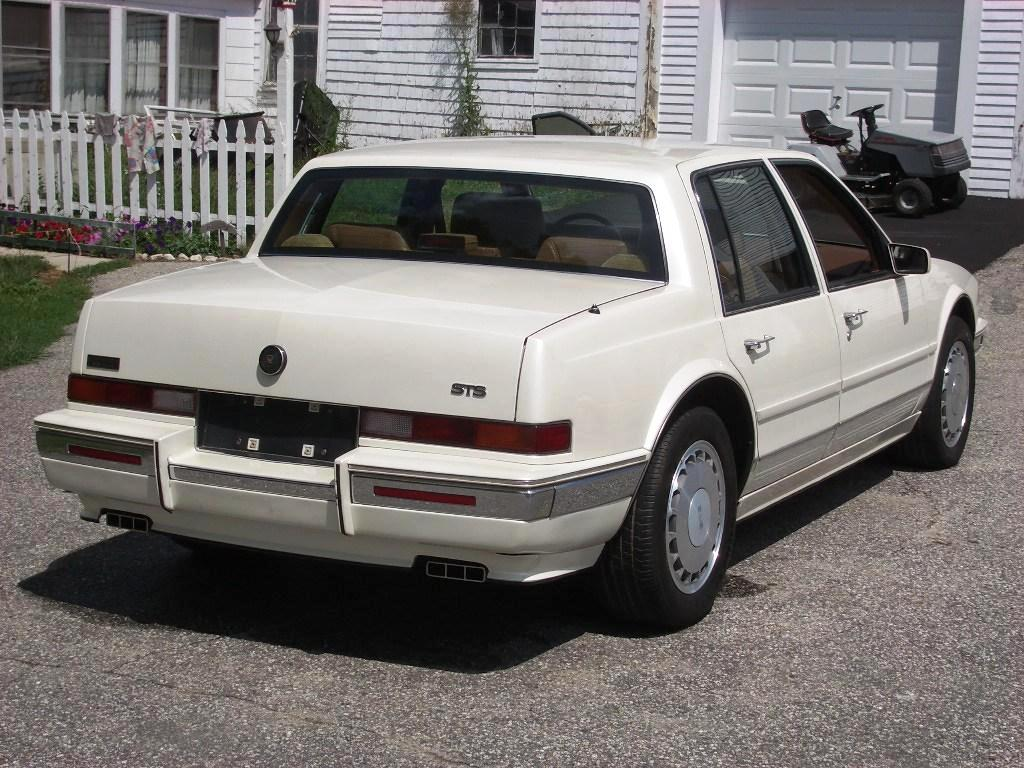
Cadillac Seville STS (1990)

### Quarta generació (1992-1997)
Configuració:Motor davanter transversal/tracció davantera

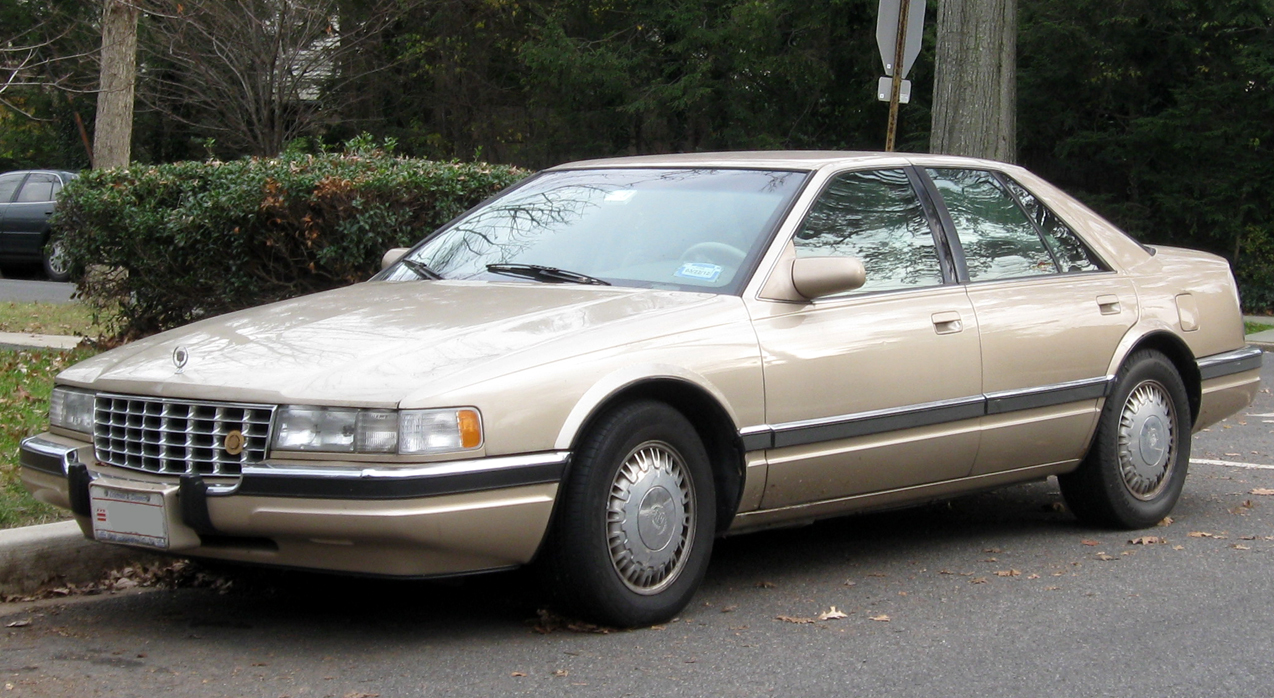
Cadillac Seville (1992-94)

### Cinquena generació (1998-2004)
Configuració:Motor davanter transversal/tracció davantera

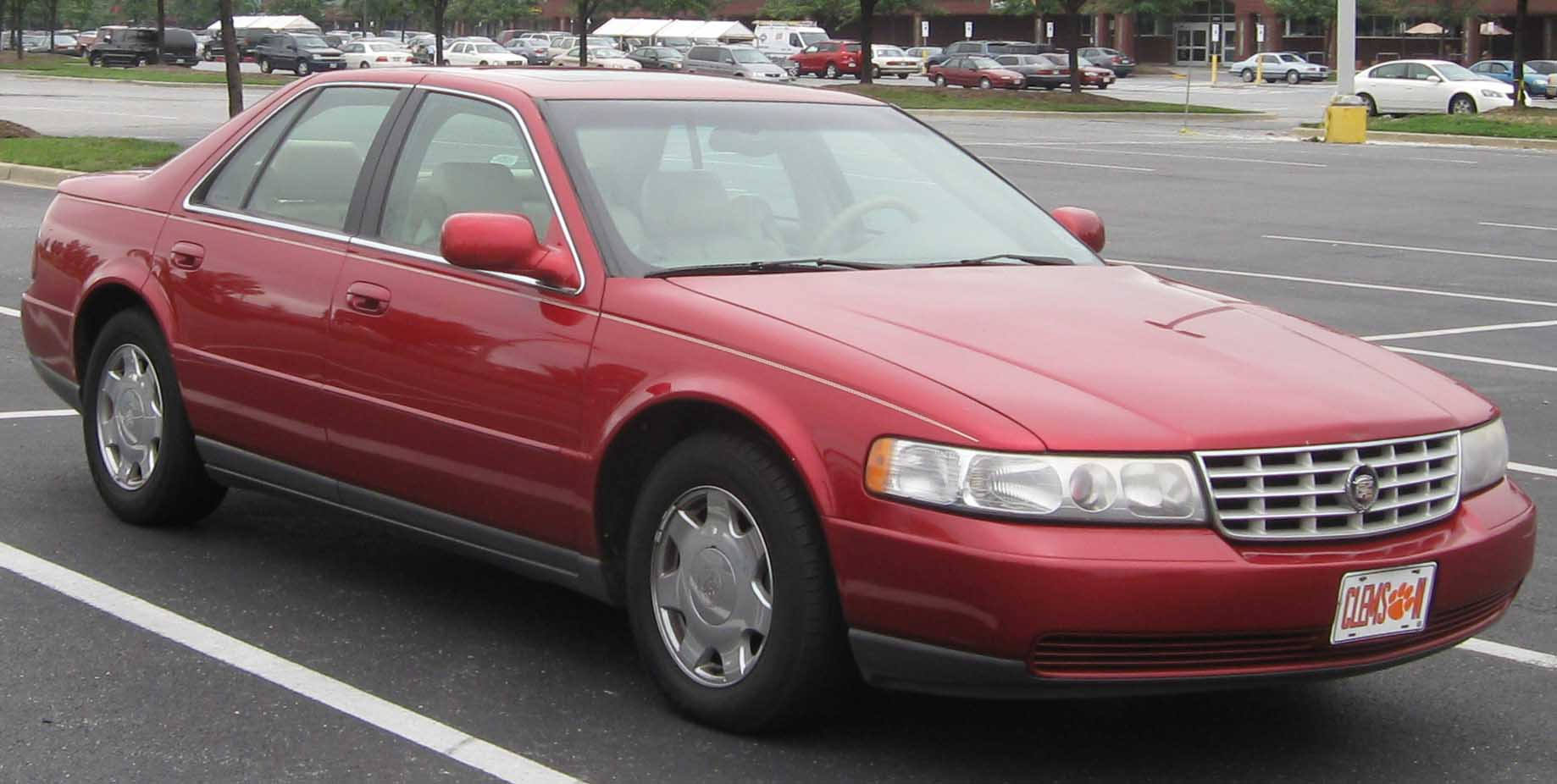
Cadillac Seville (1998-2004)